# Finn Andrews
Pour les articles homonymes, voir Andrews.
Finn Andrews (né à Camden Town, Londres, le 24 août 1983) est le chanteur/compositeur du groupe The Veils basé à Londres.

## Biographie
Son père, Barry Andrews était un membre de XTC et de Shriekback.
C'est à l'âge de 11 ans que Finn Andrews quitte Londres pour la Nouvelle-Zélande. Étudiant à la Takapuna Grammar School, il rencontre Sophia Burn et Liam Gerrard, qui officient aujourd'hui en tant que bassiste et claviériste au sein du groupe.
Il commence sa carrière musicale en jouant dans un club de musique folk à Devonport, se faisant un nom rapidement au cœur de la scène musicale locale.
Rikki Moris, un musicien local de Devonport, offre à Finn l'occasion d'enregistrer un album de démos pendant une semaine à son studio personnel. Les démos commencent à circuler, puis finissent par atterrir dans les mains de la maison de disques Columbia Records en Angleterre six mois plus tard.
Finn, alors âgé de 15 ans, reçoit une lettre lui demandant de venir à Londres pour rencontrer les représentants de la maison de disques, qui souhaitent lui offrir un contrat de 5 albums. Finn prend la décision de décliner l'offre, ne se sentant pas encore prêt; il continue alors à jouer ses concerts hebdomadaires et à suivre les cours au lycée.
Quelques mois plus tard, Finn reçoit plusieurs lettres de 3 autres maisons de disques, le sollicitant pour le rencontrer. Finn a grandi et est maintenant âgé de 16 ans, fatigué et lassé par le lycée, il décide finalement de faire le déplacement jusqu'à Londres. Les offres des maisons de disques continuèrent à arriver, avec notamment une nouvelle offre de la part de Columbia Records, mais également d'autres maisons de disques comme Warner Bros, Virgin ou encore EMI.
En 2002, Finn est alors signé chez Rough Trade Records, suivi de la sortie du premier album de The Veils "The Runway Found" en février 2004.
Deux mois seulement après la sortie de l'album, Finn annonce la séparation avec les autres membres du groupe: Oli Drake, Adam Kinsella, et Ben Woollacott, puisqu'il va retourner en Nouvelle-Zélande pour écrire un nouvel album. C'est alors qu'il retrouve ses amis de lycée Sophia Burn et Liam Gerrard. Le trio commence à répéter de nouvelles compositions.
La nouvelle formation (Finn Andrews, Sophia Burn et Liam Gerrard) retourne à Londres en mars 2005.